# Сладкокарасинское
Сладкокарасинское — деревня в Мишкинском муниципальном округе Курганской области. До преобразования в конце 2021 года муниципального района в муниципальный округ входила в состав Восходского сельсовета.
Находится на берегу озера, примерно в 13 километрах на северо-восток от райцентра Мишкино. Соединена грунтовой дорогой с проходящей южнее трассой P254.
В деревне находится единоверческая церковь Спаса Нерукотворного Образа, здание полуразрушено.

## История
Деревня основана государственными крестьянами в середине 1750-х.
До 1917 года входила в состав Карасинской волости Челябинского уезда Оренбургской губернии. По данным на 1926 год село Сладкокарасинское состояло из 228 хозяйств. В административном отношении являлось центром Сладкокарасинского сельсовета Мишкинского района Челябинского округа Уральской области.

## Население
| 1989 | 2002 | 2010 |
| ---- | ---- | ---- |
| 159  | ↘152 | ↘84  |

По данным переписи 1926 года в селе проживало 1031 человек (462 мужчины и 569 женщин), в том числе: русские составляли 100 % населения.